# Slagturven

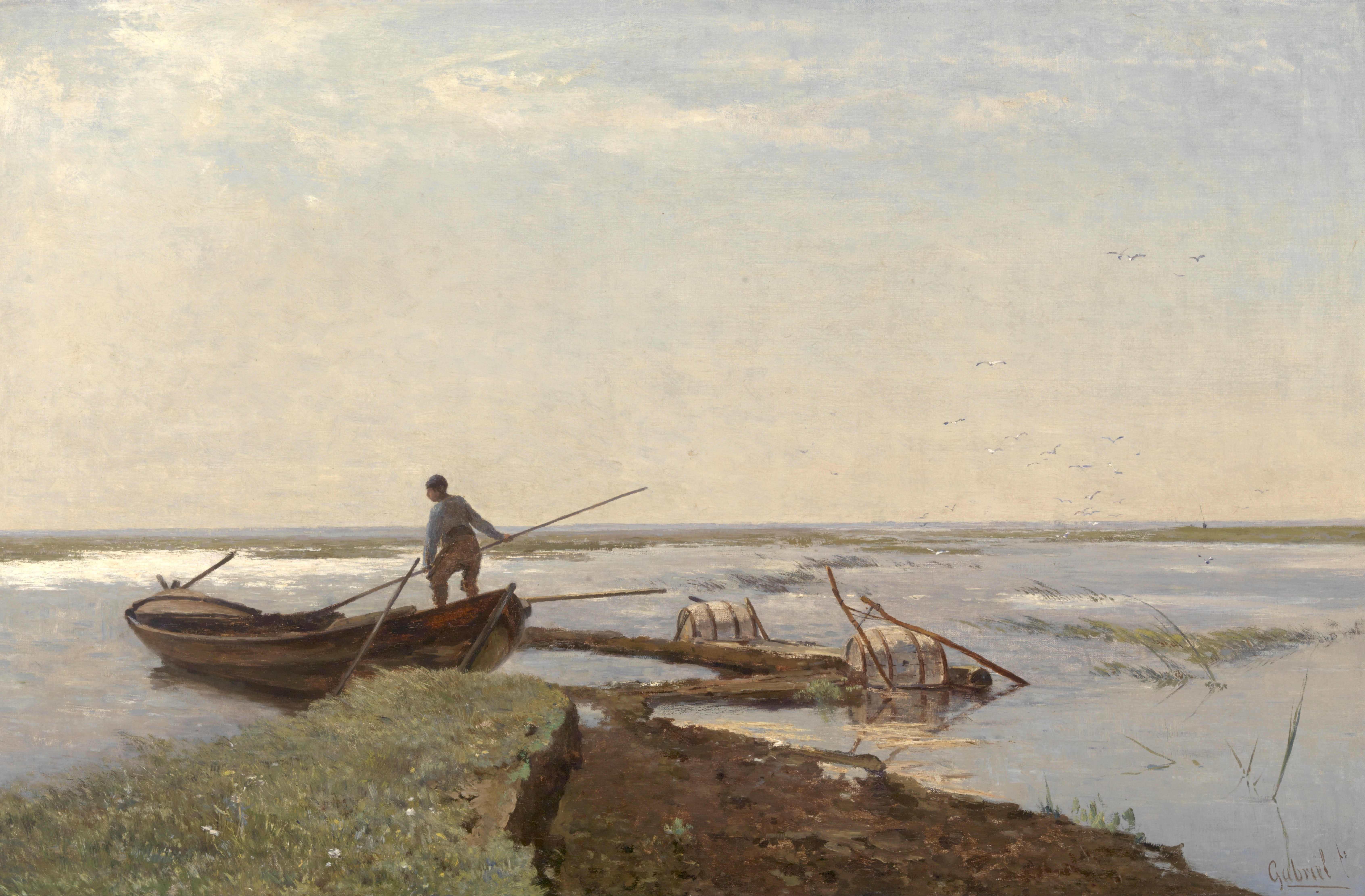
Turftrekker op een schilderij van P.J.C. Gabriël

Slagturven of turftrekken is een techniek om veengrond ten behoeve van de turfwinning van onder de waterspiegel te delven met behulp van een baggerbeugel. De zo verkregen baggerspecie werd op legakkers uitgespreid om te ontwateren en vervolgens in turven gestoken die te drogen werden gezet.

## Nieuwe werkwijze
Deze wijze van vervening om turf te produceren dateert van omstreeks 1530. Er waren toen in de westelijke kuststreken van de lage landen steeds minder gronden beschikbaar om met de tot dan toe gebruikelijke methode, het turfsteken of -delven, aan de toenemende vraag naar deze brandstof te voldoen. Slagturven maakte het mogelijk de winningsputten die waren ontstaan door het delven tot op de klei of zandlaag op een diepte ver onder de grondwaterspiegel van veen te ontdoen. Slagturven gebeurde van half maart tot einde juli. Turf die daarna nog werd geproduceerd had onvoldoende de tijd om voor het winterseizoen volledig te drogen. 

## Gevolgen
Deze wijze van turfwinnen had grote gevolgen voor het landschap; land maakte plaats voor water. Zelfs het droge land aan de oever liep het gevaar door afschuiving of afslag in de diepte te verdwijnen. Door het turfdelven aangetaste gebieden in zuidelijk Holland en Utrecht werden door het slagturven grote veenplassen en ten slotte enorme meren, zoals het Haarlemmermeer. Al in de tweede helft van de 16e eeuw had het slagturven zo'n vaart genomen dat sommige dorpen geheel door water omgeven waren en onbewoonbaar dreigden te raken. De hogere overheden en met name de heemraadschappen probeerden telkens weer het ruïneren van de gronden te beperken. Dit deden ze onder meer door voor te schrijven dat voldoende goede gronden dienden achter te blijven. De goede verdiensten die het vervenen van woeste gronden en landerijen voor de betrokkenen met zich mee bracht maakte het echter aantrekkelijk om de voorschriften in de wind te slaan.